# Сова Микола Максимович
Мико́ла Макси́мович Сова́ (*30 жовтня 1936 , Прачі, Борзнянський район, Чернігівська область, УРСР — 3 червня 2006, Червонозаводське, Полтавська область, Україна) — педагог, композитор, музикант, поет, художник, який зробив значний внесок у справу популяризації української національної культури та мистецтва. Почесний громадянин міста Заводського. Головний редактор і впорядник книги «Місто над Сулою».

## Життєпис

### Дитинство та юність
Народився у великій співочій сім'ї. Батько — Максим Оврамович, старший брат Андрій, сестри — Галя, Ліда і Оля. З часу народження до 1955 року проживав на Чернігівщині. Закінчив Ядутинську середню школу. З дитинства мріяв про артистичну кар'єру.
Служив у Головному штабі протиповітряної оборони України, де був керівником солдатської художньої самодіяльності. Виступав у струнному оркестрі, граючи на ударниках, був організатором і заступником керівника хору. Особливо виділявся художнім свистом, яким володів досконало.
Після служби вступив до Ніжинського культосвітнього технікуму підготовки працівників на хоровий відділ, який закінчив у 1959 році. Потім працював директором Васильківського сільського клубу, масовиком міжколгоспного Токарівського Будинку відпочинку на Лебединщині Сумської області.

### Зрілість
Перші пісні створив, коли працював завідувачем Турк'янського сільського клубу на Краснопільщині 1963 року: «Думи дівочі», «Вишенька», які були видані окремими листівками Сумського обласного будинку народної творчості. Окремі з них друкувалися в місцевій пресі Полтавщини, Сумщини, Чернігівщини, міст Запоріжжя, Кіровограда, в журналах «Ранок» і «Дніпро» та збірнику «Музичні вечори».
Закінчив Харківський державний інститут культури (1967), потім працював художнім керівником Калинівського сільськогосподарського технікуму на Курщині (Росія).

### Пізні роки
1972 р. повернувся в Україну. Жив у м. Червонозаводському (Заводське) Лохвицького району на Полтавщині. Рік працював замполітом Червонозаводського профтехучилища, а потім з 1972 року учителем малювання, музики та співів у Гаївщинській загальноосвітній школі. За багатогранну вчительську роботу в 1986 році отримав звання Відмінника народної освіти України. Мав веселу вдачу та гострий розум. Вмів пожартувати, за що користувався заслуженою повагою учнів та колег по роботі.

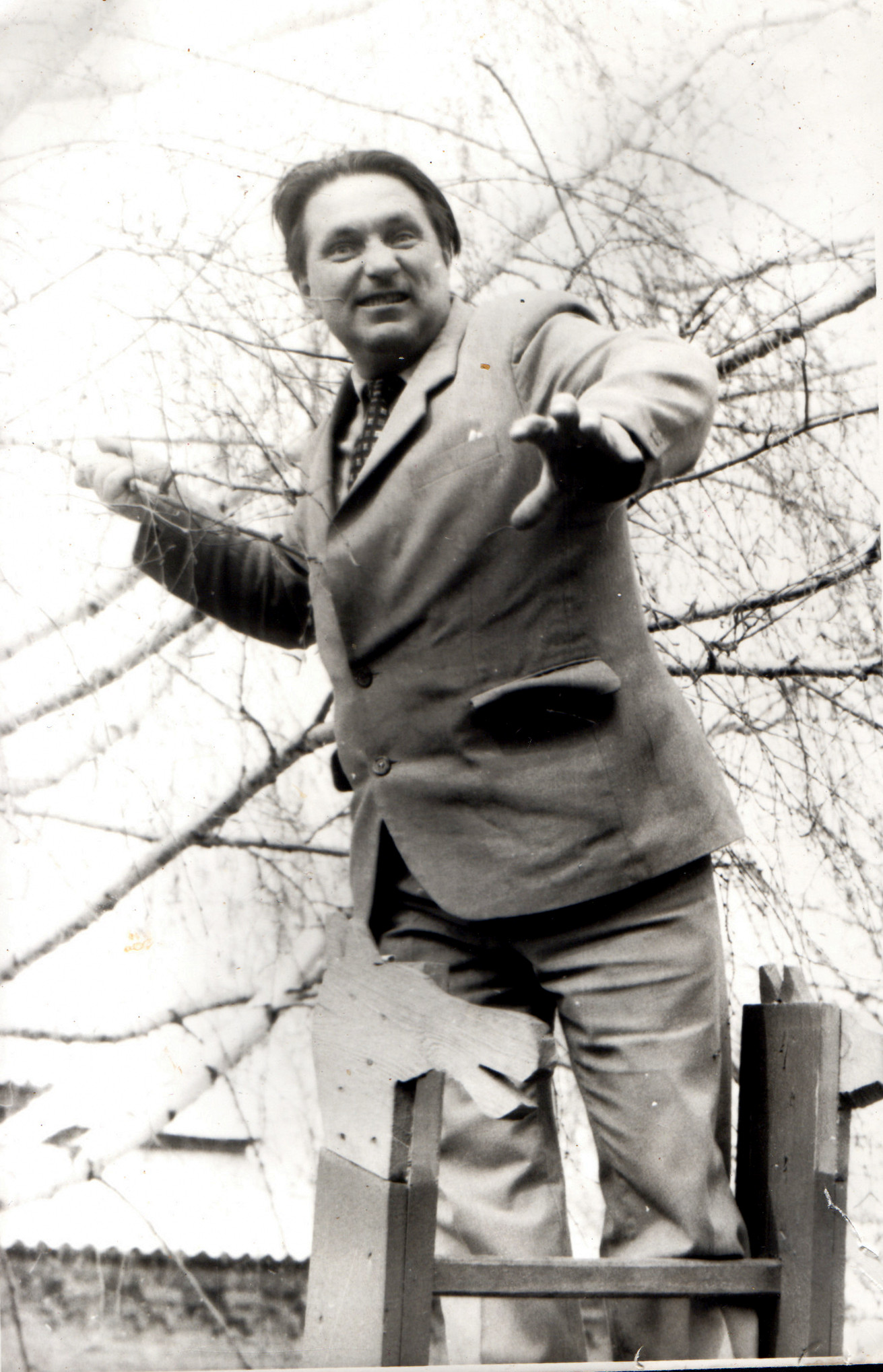
Сова жартує

## Творчість
Написав понад 300 пісень, був членом музичного об'єднання композиторів України. Його твори виконують народні колективи: ансамбль «Лучанські барви», хор «Явір» Заводського міського будинку культури № 1 , сільські фольклорні колективи сіл Гаївщина, Харківці, Токарі, Піски, Гиряві Ісківці ті інших.
Писав вірші, друкувався. В 1975 році за вірш «12 палата», який поширився в рукописах і активно передався з рук в руки, мало не потрапив під радянський суд та виселення з України і, лише завдяки активній підтримці громадькості, зміг уникнути покарання, однак отримав заборону друкуватися в пресі.
Київське видавництво «Арфа» випустило у світ вокальну збірку Миколи Сови «А калина цвіте» (1995), куди ввійшло більше трьох десятків пісень.
Окрім пісенного та фольклорного здобутку Микола Максимович достатньо багато часу приділяв збору та систематизації народних оповідань і казок.
Став почесним громадянином міста, якому віддав більшу частину свого життя.

### Список творів
- «Лохвичанка» (листопад 1980)
- «Вічні сліди» (травень 1981)
- «12 палата» (1975)
- «Найдемократичніша» (1974)
- «Голосуємо за правду» (20 березня 1994)
- «Щавіль» (1980)
- «Весільні навії» («Ірині й Сергію», 1995)
- «Співаємо пісні» (1994)
- «З днем ангела» (червень1995)
- У Ядутинському клубі" (лютий 1954)
- «Отакого натворив» (1954)
- «Стовп» (1955)
- «Шутмарія» (1959)
- «Туристська дорога» (1980)
- Україно молода[7]
- «Хочу…» (1995)
- «Буду літати» (1995)
- «Лохвичанка» (1995)
- «Вічні сліди» (1995)
- «Берізка» (1995)
- «Самий бідний» (1995)
- «Найдемократичніша» (1995)
- «В тому моя сила» (1995)
- «Може пригодиться» (1995)
- «Ой, ладушки» (1995)
- «Перевиховали бабу Ягу» (1995)
- «Журавлик» (1993)[8]
- «Понесу над нивами» (1995)[9]
- «Розбиті ікони» (1995)[10]
- «Сніг золотий» (1995)[11]